# کسری رحمتی
کسری رحمتی (زادهٔ ۲ دی ۱۳۸۲؛ تهران) بازیکن فوتبال اهل ایران است که در پست مدافع وسط برای باشگاه شمس‌آذر در لیگ برتر بازی می‌کند.

## زندگی شخصی
کسری رحمتی فرزند کیانوش رحمتی، بازیکن فوتبال پیشین باشگاه فوتبال استقلال تهران و تیم ملی فوتبال ایران است.